# Харрисле
Харрисле (нем. Harrislee) — община в Германии, в земле Шлезвиг-Гольштейн. 
Входит в состав района Шлезвиг-Фленсбург.  Население составляет 11 422 человека (на 31 декабря 2010 года). Занимает площадь 18,92 км².